# Station Baud
Station Baud is een spoorwegstation in de Franse gemeente Languidic. Het station is gesloten.